# St. Louis Blues (sencillo)
St. Louis Blues es una famosa canción del género blues. Fue escrita en 1913 por William Christopher Handy y grabada en septiembre de 1914. Pero su grabación más exitosa tuvo lugar en 1925 con la interpretación de Bessie Smith.
La versión de 1925 cantada por Bessie Smith, con Louis Armstrong en la corneta, fue incluida en el Salón de la Fama de los Grammy en 1993. La versión de 1929 de Louis Armstrong y su orquesta fue incluida en 2008.

## Historia

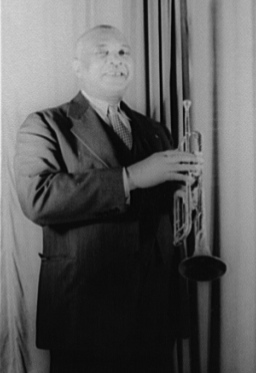
W. C. Handy por Carl Van Vechten (1941).

El compositor W.C. Handy necesitaba de un éxito que le compensara las pérdidas que le ocasionara su creación anterior, Memphis Blues, del año 1912. Si bien esa canción fue un éxito, por ella sólo recibió 50 dólares que unos editores le pagaron por todos sus derechos. Cifra que no le permitió siquiera recuperar los gastos del trabajo.
St. Louis Blues nació en una habitación alquilada del barrio de Beale Street. Aunque bien aceptada por  los bailarines no tuvo un éxito inmediato. La canción no encontraba un editor que se decidiera a grabarla por lo que Handy y su colaborarod Harry H Pace decidieron grabarla en un sello recién constituido llamado Pace & Handy Music.
Las ventas de partituras, de gran importancia en aquellos años, fueron escasas al principio.  Pero, si bien no existen registros fiables de popularidad de la época, se sabe que la canción generó alrededor de 25.000 dólares anuales por venta de partituras en las cuatro décadas siguientes a su lanzamiento. Fenómeno que convirtió a su autor en multimillonario según cálculos actuales.

## Letra
La canción ha sido grabada por muchos músicos de blues y jazz, pero la versión que la llevó a la fama fue la de  Bessie Smith. Acompañada por Fred Longshaw en el armonio y Louis Armstrong en la corneta, la intérprete relata con tristeza cómo su amado se escapó con una mujer elegante de St. Louis. Handy dijo que se sintió inspirado a escribir la canción después de conocer a una mujer en St. Louis que se lamentaba de la ausencia de su esposo. “Ma man’s got a heart like a rock cast in da sea” ("Mamá tiene el corazón como una roca arrojada al mar"), señala una línea en la canción.

## Música
Técnicamente la canción se caracteriza por alterar la estructura tradicional del blues de doce compases. Introduce un puente de dieciséis compases propio de la habanera, un  ritmo con acentos irregulares conocido como "Spanish Tinge" (tinte español), después del segundo verso. Agrega contraste al simple estribillo de blues y transforma la canción en lamento.